# Ginkovnice
Ginkovnice (lat. Ginkgoales) je biljni red čiji je danas jedini živi predstavnik G. biloba, porodica ginkovke (Ginkgoaceae), dok su sve ostale porodice zastupljene od fosilnih vrsta. Ginkovnice čine samostalan razred Ginkgoopsida i diviziju Ginkgophyta.

## Opis
Ginkofit je skupina golosjemenjačkih biljaka od posebnog interesa za paleobotaničare. Dva od tri roda ginkofita, Ginkgoites i Baiera, su izumrla. Treći rod, Ginkgo, ima samo jednog člana, Ginkgo biloba, koji se obično naziva stablo ginka. Poznato je i kao “drvo gospinog vlaska” (“maidenhair tree”) zbog sličnosti njegovih dvousnih listova s onima kod paprati “maidenhair” (Gospin vlasak). G. biloba je možda najstarija živuća sjemenska biljka, a neki je smatraju jednim od svjetskih čuda.

### Osnovne značajke
Fosilno lišće sličnog oblika i žilavosti živom ginku pronađeno je u jurskom razdoblju (prije 199,6 milijuna do 145,5 milijuna godina). Ti su fosili opisani iz geografski odvojenih područja kao što su Australija, zapad Sjeverne Amerike, Mongolija, Aljaska, Engleska i središnja Europa. Fosili se jako razlikuju po obliku i obično se opisuju kao vrste iz roda Ginkgoites. Međutim, gotovo isti stupanj varijacije u obliku lista može se naći na živom stablu ginka. Neki paleobotaničari su stoga preporučili napuštanje roda Ginkgoites i priznavanje nekoliko vrsta Ginkgo.
U fosilnim zapisima postoji jedna vrsta lista ginkofita koja se općenito smatra posebnim oblikom i daje mu generičku oznaku Baiera. List je duboko razdijeljen na četiri segmenta i nema peteljku (petiole). Nakon mezozoika, rasprostranjenost ginka postupno je opadala, a neki botaničari vjeruju da su udaljeni dijelovi jugoistočne Kine posljednja prirodna domovina “stabla gospinog vlaska”. Nakon uklanjanja vanjske mesnate ovojnice sjemena, jezgra sjemena se koristi kao hrana u Kini i Japanu. Već 3000 godina ili dulje, ekstrakti lista ginka preporučuju se u kineskoj medicini kao korisni za srce i pluća. Ginko je istraživan za svoje djelovanje u liječenju astme, sindroma toksičnog šoka i raznih poremećaja cirkulacije. Osim toga, koristili su ga mnogi pojedinci za navodno poboljšanje funkcije pamćenja, što je proučavano u nadi da će se pronaći lijek ili preventiva za Alzheimerovu bolest.

### Oblik i funkcija
stabljika
U zrelosti stablo ginka može doseći visinu od 20 do 30 metara (65 do 100 stopa). Mlada stabla često imaju središnje deblo s pravilnim bočnim grananjem; kod starijih stabala grananje je nepravilno.
Uočljiva značajka Ginkga je posjedovanje dugih grana i kratkih ili zakržljalih grana. Listovi se stvaraju na dugim granama tijekom proljetnog rasta. Sljedećih godina formiraju se grozdovi lišća na bočnim kratkim granama. Ginko je listopadni, a lišće nekih sorti u jesen poprimi lijepu zlatnu boju. Boja se donekle razlikuje među hortikulturnim sortama. Postoji određena plastičnost u obliku rasta u tome što kratka grana može postati duga grana ili se vrh duge grane može pretvoriti u kratku granu. Međudjelovanje između ove dvije vrste grana odgovorno je za nepravilniji oblik starijih stabala. Čini se da je grananje kontrolirano raspodjelom auksina, prirodnog biljnog hormona.
Promjeri debla starijih primjeraka ginka mogu postati veliki kao rezultat sekundarnog rasta. Vaskularni kambij stvara sekundarni floem i sekundarni ksilem (drvo) za provođenje vode i otopljenih minerala. Aktivnost rasta vaskularnog kambija održava se u deblu i dugim izbojcima i proizvodi prilično tvrdo drvo s dobro definiranim godovima rasta. Aktivnost vaskularnog kambija traje u kratkim izbojcima, ali se svake godine proizvodi samo ograničena količina mekog drva.

### Lišće
Jedno od najizrazitijih obilježja G. biloba je lišće (obični zeleni list za razliku od cvjetnih listova, ljuski i brakteja) koje se sastoji od lisne peteljke i lepezaste oštrice s dihotomnim žilama ili lamine. Iako biloba (ili dvokrilac, podijeljen na dva režnja) ispravno opisuje oblik mnogih listova ginka, postoji veliki raspon varijacija u stupnju režnjeva i disekcije među listovima istog stabla. Dvousni i nerazdijeljeni listovi javljaju se na kratkim granama, dok je većina listova na gornjem dijelu dugačke grane podijeljena dubokim sinusom na dva režnja, od kojih svaki može biti dodatno režnjevit. Listovi s više režnjeva pojavljuju se i na novim granama (izbojcima) koje izlaze iz debla u razini tla.
Dihotomni uzorak žilanja na plojki lista je upečatljiva morfološka karakteristika ginka. Dva vaskularna snopa protežu se kroz peteljku i daju dva sustava dihotomno razgranatih žila. Ova vrsta žilavosti također je bila prisutna u lišću izumrlih pripadnika Ginkgoales. Takav sustav venacije često se naziva otvorenim tipom, bez venskih fuzija. Pokazalo se, međutim, da se srastanje vena može pojaviti s nekim redovitim uvjetima.

### Reproduktivne strukture i funkcije
Završetak cijelog reproduktivnog ciklusa, od pojave oprašivanja do proizvodnje sjemena s dobro razvijenim embrijima, traje oko 14 mjeseci. Oprašivanje i razvoj spolne ili gametofitne faze životnog ciklusa odvija se u prvoj godini (od travnja do rujna), ali razvoj embrija nije dovršen do proljeća sljedeće godine.
Ginko je dvodomni, što znači da se strukture koje proizvode pelud i ovule proizvode na zasebnim stablima. Reproduktivne strukture ograničene su na kratke grane, gdje su vidljive u proljeće u pazušcima ljuski pupova i lišću.
Strobilus koji proizvodi pelud je labava, viseća struktura nalik mačici koja se sastoji od glavne osi na koju su pričvršćeni brojni dodaci, od kojih svaki obično nosi dva mikrosporangija na vrhu. Mejoza se događa u stanicama mikrosporangija, dajući brojne haploidne mikrospore. Diobe stanica odvijaju se unutar mikrospora, što rezultira stvaranjem petostaničnih peludnih zrnaca (muški gametofiti).
Ovuliferne strukture također nastaju u pazušcima ljuski pupova i listovima ogranaka. Svaki se sastoji od stabljike koja nosi dva ili ponekad tri ili više uspravnih ovula. Jajna stanica se sastoji od ovojnice (buduće sjemenke) koja okružuje tkivo zvano nucellus. U nucelusu se događa mejoza, što rezultira stvaranjem četiri haploidne megaspore stanice. Otprilike u to vrijeme zrnca peluda oslobađaju se iz mikrosporangija muškog drveća. Pelud (muški gametofit) nošen je strujama vjetra i prianja uz kapljicu oprašivanja koja izlazi iz mikropila na vrhu integumenta. Povlačenje kapljice dovodi peludna zrnca u peludnu komoru u nucelusu, gdje se razvijaju u višerazgranate cjevčice (muški gametofiti).
Jedna od megaspora u ovuli koja nastaje mejozom povećava se i podvrgava nizu slobodnih dioba jezgre (bez stvaranja stijenke). Nakon što se proizvede oko 8000 haploidnih jezgri, počinju se formirati stanične stijenke. Nakon što ženski gametofit postane stanični, arhegonije (obično dvije) pokreću se na površini prema mikropilarnom kraju ovule. Arhegonij se sastoji od stanica vrata i velike jajne stanice.
Bazalni kraj muškog gametofita nalik filamentu visi u šupljini iznad ženskog gametofita (koja se naziva komora za oplodnju). Spermatogena stanica muškog gametofita se dijeli, što rezultira proizvodnjom dva spermija s više bičeva. Spermatozoidi i sadržaj polenove cijevi otpuštaju se u oplodnu komoru. Spermiji plivaju u tekućini kratko vrijeme. Približno 1000 flagela pričvršćeno je na spiralnu traku na prednjem kraju. Spermij ulazi u arhegonij i stapa se s jezgrom jajeta. Ginko i cikas su jedine biljke za proizvodnju sjemena koje imaju pokretnu spermu.
Rast embrija (embriogeneza) može započeti ubrzo nakon oplodnje, ali se nastavlja nakon što sjemenke u razvoju padnu na tlo. Embrij urasta u hranjivo tkivo ženskog gametofita. Sjeme u zrelosti sastoji se od dikotilnog zametka, hranjivog tkiva ženskog gametofita i ovojnice sjemena koja se sastoji od tvrdog unutarnjeg sloja i mesnatog vanjskog sloja narančaste boje. Zbog prisutnosti maslačne kiseline, nakon raspadanja mesnati sloj ispušta miris sličan užeglom maslacu.

### Klasifikacija
U ranijim sustavima klasifikacije, Ginkgo je svrstan u razred Coniferopsida, zajedno s crnogoricom (npr. bor, jela, smreka). Posljednjih godina Ginkgo i njegovi fosilni saveznici svrstani su u zasebnu skupinu, odjel Ginkgophyta (ponekad klasificiran kao razred Ginkgopsida), u znak priznanja mnogih karakteristika koje su gore navedene. Podrijetlo ranih predaka ginka proteže se u fosilnim zapisima do vremenskog koordinata s precima četinjača, ali čini se da su dvije skupine evoluirale neovisno.

## Podjela
1. Ginkgoaceae[2][3]
2. †Karkeniaceae[3]
3. †Pseudotorelliaceae[2]
4. †Schmeissneriaceae[2][3]
5. †Umaltolepidiaceae[2][3]
6. †Yimaiaceae[3]